# Floribundaria golae
Floribundaria golae là một loài Rêu trong họ Meteoriaceae. Loài này được Tosco & Piovano mô tả khoa học đầu tiên năm 1956.